# William Still (Bürgerrechtler)

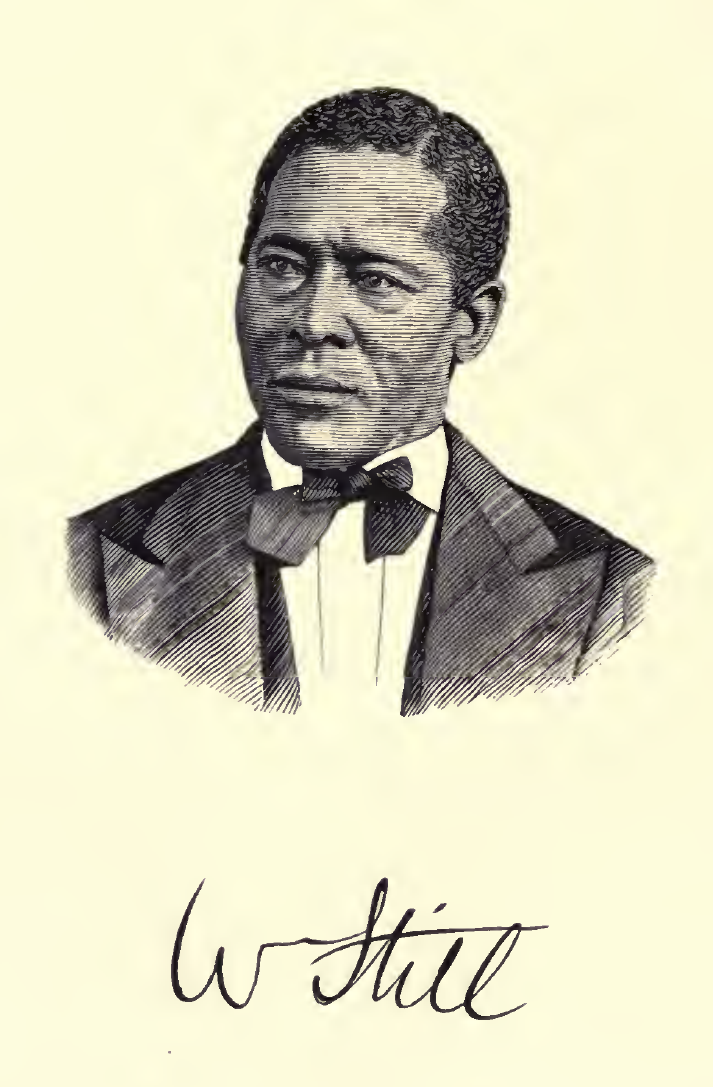
William Still

William Still (* 7. Oktober 1821; † 14. Juli 1902) war ein afro-amerikanischer Abolitionist aus Philadelphia, Pennsylvania. Er war Leiter bei der Underground Railroad, Geschäftsmann, Schriftsteller, Historiker und Bürgerrechtsaktivist. Vor dem Amerikanischen Bürgerkrieg war Still Vorsitzender des Vigilance Committee der Pennsylvania Anti-Slavery Society. Er half flüchtenden Sklaven und führte auch Aufzeichnungen über die betreuten Personen, um die Wiedervereinigung von Familien zu ermöglichen.
Nach dem Krieg war Still weiterhin ein prominenter Geschäftsmann, Kohlehändler und Philanthrop. Er nutzte seine akribischen Aufzeichnungen, um einen Bericht über das Untergrundsystem und die Erfahrungen vieler geflüchteter Sklaven zu schreiben, mit dem Titel The Underground Railroad.

## Beteiligung bei Underground Railroad
1847, drei Jahre nach seiner Ansiedlung in Philadelphia, begann Still als Angestellter für die Pennsylvania Anti-Slavery Society zu arbeiten. Als Philadelphia-Abolitionisten ein Vigilance Committee organisierten, um entflohenen Sklaven, die die Stadt erreicht hatten, direkt zu helfen, wurde Still dessen Vorsitzender. Dies veranlasste ihn und seine Frau Letitia, in ein relativ neues Reihenhaus auf der Ostseite der Ronaldson Street zwischen South und Bainbridge Streets zu ziehen, das heute noch in 625 S. Delhi Street steht. Die Stills bewohnten dieses Haus, das eine Underground Railroad Way Station war, von 1850 bis 1855. Durch seinen Status als Vorsitzender des Vigilance Committee war Still einer der Anführer der afroamerikanischen Gemeinde Philadelphias.
Im Jahr 1855 war er an der landesweit beachteten Rettung von Jane Johnson beteiligt, einer Sklavin, die auf der Durchreise durch Philadelphia mit ihrem Herrn John Hill Wheeler, dem neu ernannten US-Minister für Nicaragua, die Hilfe der Society suchte, um die Freiheit zu erlangen. Still und andere befreiten sie und ihre beiden Söhne nach dem Gesetz von Pennsylvania, das besagte, dass Sklaven, die von einem Sklavenhalter freiwillig in den freien Staat gebracht wurden, die Freiheit wählen konnten. Ihr Herr verklagte ihn und fünf andere Afroamerikaner wegen Körperverletzung und Entführung in einem viel beachteten Fall im August 1855. Jane Johnson kehrte aus New York City nach Philadelphia zurück und sagte vor Gericht aus, dass sie sich unabhängig für die Freiheit entschieden hatte, was zu einem Freispruch für Still und vier andere und zu einer Strafminderung für die letzten beiden Männer führte.
1859 forderte Still die Segregation des öffentlichen Nahverkehrssystems der Stadt heraus, das getrennte Sitzplätze für Weiße und Schwarze vorsah. Er setzte seine Lobbyarbeit fort und 1865 verabschiedete die Legislative von Pennsylvania ein Gesetz zur Integration von Straßenbahnen im ganzen Staat.

## Werke
- William Still: The Underground Railroad. 1872.
- William Still: A Brief Narrative of the Struggle for the Rights of the Colored People of Philadelphia in the City Railway Cars. 1867.
- Möglicherweise anonym: John Needles, Earnest in the Cause. Porter & Coates, Philadelphia 1872.